# جيف كارتر (صحفي)
جيف كارتر (بالإنجليزية: Jeff Carter)‏ هو صحفي ومصور أسترالي، ولد في 5 أغسطس 1928 في ملبورن في أستراليا، وتوفي في 25 أكتوبر 2010 في نيوساوث ويلز في أستراليا.